# Caterina II di Valois
Caterina II di Valois-Courtenay (Siena, 18 novembre 1301 – Napoli, ottobre 1346) fu Imperatrice Titolare di Costantinopoli dal 1308 fino alla sua morte, Principessa reggente di Acaia dal 1332 al 1341, Governatrice di Cefalonia dal 1341 fino alla sua morte.

## Biografia
Era la figlia del conte Carlo di Valois e dell'imperatrice titolare Caterina I di Courtenay. Il 30 luglio 1313 a Fontainebleau Caterina sposò Filippo I d'Angiò, principe di Taranto, despota dell'Epiro e principe d'Acaia, fratello minore di Roberto, re di Napoli. Il marito fu così associato come imperatore titolare (Filippo II), e Caterina mantenne il diritto all'impero anche dopo la sua morte il 23 dicembre 1332. Roberto, il figlio maggiore superstite, gli successe come principe di Taranto nel 1331.
Caterina diede a Filippo I d'Angiò diversi figli:
- Roberto di Taranto (1318–1364), principe di Taranto, imperatore titolare di Costantinopoli (con il nome di Roberto II).
- Luigi di Taranto (1320–1362), principe di Taranto e poi re di Napoli.
- Margherita (circa 1325–1380).
- Maria (1327–?, morta giovane).
- Filippo II (1329–1374), re di Albania, principe di Taranto e di Acaia, imperatore titolare di Costantinopoli (con il nome di Filippo III).

Caterina divenne influente alla corte di Napoli. Ebbe numerosi amanti, tra i quali Niccolò Acciaioli. Durante il regno di sua nipote, Giovanna I, si oppose al matrimonio della sorella minore di Giovanna, Maria di Calabria, con Carlo, duca di Durazzo. Questo perché Maria era l'erede al trono di Napoli, e i Durazzo erano rivali della sua famiglia. Lei e la sua famiglia furono compensate con un conguaglio in denaro dal tesoro reale.
Nel 1333, suo figlio Roberto ebbe il Principato di Acaia attraverso un accordo con suo zio, Giovanni di Gravina. Tuttavia, il ragazzo tredicenne era ritenuto troppo giovane per regnare da solo, e sua madre divenne coreggente per il resto della sua vita. Nel 1338, Caterina radunò una flotta e portò la sua intera famiglia in Acaia, dove prese parte attiva nel suo governo. Diede rifugio a Niceforo II Orsini di Epiro e lo sostenne nel suo tentativo di affermarsi nella sua terra contro l'imperatore bizantino Andronico III Paleologo.
La sua presenza in Acaia non fu più necessaria quando Roberto raggiunse l'età adulta nel 1341. Caterina divenne governatrice di Cefalonia e trascorse gli ultimi cinque anni della sua vita in questa incarico. Dopo l'assassinio del marito di Giovanna, Andrea d'Ungheria, la regina cercò un nuovo marito tra i suoi cugini Angiò di Taranto. Caterina sostenne il suo figlio più giovane, Luigi di Taranto.
Protesse Carlo di Artois, figlio bastardo di Roberto il Saggio, e suo figlio Bertrand, che erano entrambi sospettati di complicità. Quando le fu chiesto di consegnarli, lei si rifiutò e dichiarò che li avrebbe puniti ella stessa se fossero risultati colpevoli. Morì a Napoli nel mese di ottobre 1346. La regina Giovanna organizzò il suo funerale presso la chiesa di San Domenico. Caterina fu poi sepolta nel Santuario di Montevergine, insieme ai figli Luigi e Maria.
Il suo stemma di famiglia è la parte destra dello stemma del comune di Canosa di Puglia.

## Ascendenza
|                         |                                |                        | Genitori                           |  |  | Nonni |  |  | Bisnonni            |  |  | Trisnonni             |  |
|                         |                                |                        |                                    |  |  |       |  |  | Luigi IX di Francia |  |  | Luigi VIII di Francia |  |
|                         |                                |                        |                                    |  |  |       |  |  | Luigi IX di Francia |  |  | Luigi VIII di Francia |  |
|                         |                                | Bianca di Castiglia    |                                    |  |  |       |  |  | Luigi IX di Francia |  |  |                       |  |
| Filippo III di Francia  |                                |                        |                                    |  |  |       |  |  | Luigi IX di Francia |  |  |                       |  |
|                         |                                | Margherita di Provenza | Raimondo Berengario IV di Provenza |  |  |       |  |  |                     |  |  |                       |  |
|                         |                                | Margherita di Provenza | Raimondo Berengario IV di Provenza |  |  |       |  |  |                     |  |  |                       |  |
|                         |                                | Margherita di Provenza | Beatrice di Savoia                 |  |  |       |  |  |                     |  |  |                       |  |
| Carlo di Valois         |                                | Margherita di Provenza |                                    |  |  |       |  |  |                     |  |  |                       |  |
|                         |                                | Giacomo I d'Aragona    | Pietro II di Aragona               |  |  |       |  |  |                     |  |  |                       |  |
|                         |                                | Giacomo I d'Aragona    | Pietro II di Aragona               |  |  |       |  |  |                     |  |  |                       |  |
|                         |                                | Giacomo I d'Aragona    | Maria di Montpellier               |  |  |       |  |  |                     |  |  |                       |  |
| Isabella d'Aragona      |                                | Giacomo I d'Aragona    |                                    |  |  |       |  |  |                     |  |  |                       |  |
|                         |                                | Iolanda d'Ungheria     | Andrea II d'Ungheria               |  |  |       |  |  |                     |  |  |                       |  |
|                         |                                | Iolanda d'Ungheria     | Andrea II d'Ungheria               |  |  |       |  |  |                     |  |  |                       |  |
|                         |                                | Iolanda d'Ungheria     | Iolanda di Courtenay               |  |  |       |  |  |                     |  |  |                       |  |
| Caterina II di Valois   |                                | Iolanda d'Ungheria     |                                    |  |  |       |  |  |                     |  |  |                       |  |
|                         | Baldovino II di Costantinopoli | Pietro II di Courtenay |                                    |  |  |       |  |  |                     |  |  |                       |  |
|                         | Baldovino II di Costantinopoli | Pietro II di Courtenay |                                    |  |  |       |  |  |                     |  |  |                       |  |
|                         | Baldovino II di Costantinopoli | Iolanda di Fiandra     |                                    |  |  |       |  |  |                     |  |  |                       |  |
| Filippo di Courtenay    | Baldovino II di Costantinopoli |                        |                                    |  |  |       |  |  |                     |  |  |                       |  |
|                         |                                | Maria di Brienne       | Giovanni di Brienne                |  |  |       |  |  |                     |  |  |                       |  |
|                         |                                | Maria di Brienne       | Giovanni di Brienne                |  |  |       |  |  |                     |  |  |                       |  |
|                         |                                | Maria di Brienne       | Berenguela di León                 |  |  |       |  |  |                     |  |  |                       |  |
| Caterina I di Courtenay |                                | Maria di Brienne       |                                    |  |  |       |  |  |                     |  |  |                       |  |
|                         |                                | Carlo I d'Angiò        | Luigi VIII di Francia              |  |  |       |  |  |                     |  |  |                       |  |
|                         |                                | Carlo I d'Angiò        | Luigi VIII di Francia              |  |  |       |  |  |                     |  |  |                       |  |
|                         |                                | Carlo I d'Angiò        | Bianca di Castiglia                |  |  |       |  |  |                     |  |  |                       |  |
| Beatrice d'Angiò        |                                | Carlo I d'Angiò        |                                    |  |  |       |  |  |                     |  |  |                       |  |
|                         |                                | Beatrice di Provenza   | Raimondo Berengario IV di Provenza |  |  |       |  |  |                     |  |  |                       |  |
|                         |                                | Beatrice di Provenza   | Raimondo Berengario IV di Provenza |  |  |       |  |  |                     |  |  |                       |  |
|                         |                                | Beatrice di Provenza   | Beatrice di Savoia                 |  |  |       |  |  |                     |  |  |                       |  |
|                         |                                | Beatrice di Provenza   |                                    |  |  |       |  |  |                     |  |  |                       |  |